# Victor Lemkow
Victor Lemkow (født Levy 12. november 1882 i København, død 17. juni 1954) var en dansk manuskriptforfatter, redaktør og meddirektør.

## Biografi
Lemkow, der var af jødisk familie, blev i 1900 student fra Slomanns Skole. I 1906 blev han redaktør af tidsskriftet Teatret, som han fra 1909 frem til 1919 var ejer af.
Ved siden af sit literære virke var han fra 1925 til 1950 meddirektør for Tivoli. I den rolle fungerede han ofte som Tivolis talsmand i pressen, eksempelvis tøvede han i et interview med Folkets Avis i 1926 ikke med at give Statsradiofonien skylden for, at publikum svigtede koncerterne i Tivolis Koncertsal. "De interesserede	kan	uden udgifter af nogen art sidde hjemme	i deres	stue og	høre koncert, og det foretrækkes selvfølgelig i mangfoldige tilfælde", sagde han. I 1930 forklarede han til stor overraskelse for omverdenen, at Tivoli helt ville droppe symfonikoncerterne, og i efteråret 1933 meddelte han, at alle havens musikere og	kapelmestre var opsagt. Folket ville hellere have jazz, lød forklaringen.
I bogform debuterede han i 1935 med romanen Der ventes et barnebarn. Det blev dog som manuskriptforfatter til især komedier, han slog sit navn fast. Både komedien Moderglæder - Fadersorger og forspillet Det første Møde blev opført på Aarhus Teater i 1937, mens Sommerferie i Hirschholm fulgte i 1941. Komedierne Ny Tid og Rettens Pleje fik begge premiere i 1949, også på Aarhus Teater.
Under 2. verdenskrig flygter Lemkow i lighed med mange andre danske jøder til Sverige. Han vendte tilbage til Danmark efter befrielsen.
Sammen med hustruen Anna (død 1936) fik han sønnen Lasse, der etablerede Associated Press' afdeling i København.